# スピードファントム
『スピードファントム』は、2006年2月25日に発売された特撮オリジナルビデオ。前編と後編の全2巻から成り、各巻2話ずつの全4話。

## ストーリー
とある日本の地方都市。ここに本拠を置き、国家再建を目指す悪の組織「カレドヴルフ」は日夜テロ活動を行っていた。彼らは「理想国家の建設」がすなわち「日本国民の救済」に繋がると信じて疑わなかった。ある日、その野望を打ち砕くため、露草イブキと柊カンナが立ち上がった。彼女達はカレドヴルフが開発し、強奪した高性能バイク、G・ファントムを駆り、スピードファントムとしてカレドヴルフに立ち向かう。

## スタッフ
- 製作：中島仁
- 企画：塩田浩司
- プロデューサー：岡真太郎
- 監督：田倉賢一
- 脚本：オカモト國ヒコ
- キャラクターデザイン：Ez6
- スチール/デザイン：新田真一
- 音楽：Neo
- 制作：ウェストパワー
- 製作・発売・販売：GPミュージアムソフト

## 主題歌
- 「GO!GO!スピードファントム」（作詞・作曲・編曲：Neo 歌：串田アキラ コーラス：ネオテニーゆりかご会、Naomi、Neo、イブキとカンナ）

## キャスト
- 露草イブキ・スピードファントム1号:笹田智夏
- 柊カンナ・スピードファントム2号:栃下有沙
- イケメン戦闘員・白木:酒井一圭
- イケメン戦闘員・ミッチー:柴木丈瑠
- イケメン戦闘員・吉村:金田直
- イケメン戦闘員・マサト:中尾祐之
- 女戦闘員・白鳥:藤本愛子
- 少女:奥野志帆
- ミスターT:伴大介
- 西村新之助:Neo(1～2,4話)
- うどん屋店主:つるぎだん
- たもっちゃん:入谷啓介
- あっちゃん:植田浩輔
- メガネ:横尾学
- 戦闘員:植村好宏
- 戦闘員:山根基嗣
- 戦闘員:平宅亮
- 戦闘員:麗波サトー
- 戦闘員:田所徳也
- イズーの声:山本操
- ザガンの声:稲継智己
- ヴァッサーゴの声:木内義一(1～2話)
- ペリアルの声:入谷啓介(1話)